# Philidor
Philidor var en fransk musikersläkt, vars ursprungliga namn var Danican.
André Philidor (omkring 1647-1730) var vårdare av det kungliga musikbiblioteket i Versailles, och samlade en handskriftssamling, Colection Philidor, innehållande musik till baletter, utförda vid hovet, gamla dansmelodier härstammande från Frans I:s tid med mera. Han var far till Anne Philidor (1681-1728), som var grundläggare av Concert spirituels. Den mest kände av släkten var Annes yngre halvbror François-André Danican Philidor.